# Почайна (станція метро)
50°29′12″ пн. ш. 30°29′52″ сх. д. / 50.48667° пн. ш. 30.49778° сх. д.
«Почáйна» — 20-та станція Київського метрополітену. Розташована на Оболонсько-Теремківській лінії між станціями «Оболонь» та «Тараса Шевченка». Відкрита 19 грудня 1980 року. До 2018 року мала назву «Петрівка».

## Перейменування
Протягом двох місяців з 1 березня по 1 травня 2017 року відбувалося громадське обговорення пропозиції щодо перейменування станції «Петрівка» на «Почайну» на честь однойменної притоки Почайна річки Дніпро. За результатами обговорення більшість учасників підтримали перейменування станції. Ініціатори перейменування станції — засновники Громадського руху «Почайна» Аннабелла Моріна й Костянтин Богатов.
8 лютого 2018 року на пленарному засіданні депутати Київради ухвалили рішення про перейменування станції «Петрівка» на «Почайну». 23 лютого 2018 року рішення опубліковане в офіційному виданні Київської міської ради — газеті «Хрещатик», проте лише через півтора місяці метрополітен почав здійснювати перші реальні кроки на його виконання.
25 жовтня 2018 року на колійній стіні було встановлено нову назву станції «Почайна».

## Конструкція
Конструкція станції — колонна трипрогінна мілкого закладення з острівною платформою.
Колійний розвиток: станція без колійного розвитку
Зал станції сполучений східцями з двома підземними вестибюлями. Північний вестибюль прямує у підземний перехід до проспекту Степана Бандери і ринку «Почайна», південний вестибюль виходить на Вербову вулицю до залізничної станції Почайна.

## Опис
Станція збудована зі збірних залізобетонних елементів. Для надання їй особливого архітектурного вигляду вибрано шлях виявлення естетичної цінності довговічних оздоблювальних матеріалів та їх органічної єдності, що необхідно для сучасного рішення простору метровокзалу. Станцію прикрашають одразу декілька різновидів монументального мистецтва. З одного входу на платформу — мозаїка, з іншого — вітраж, а на самій платформі — карбування. Усі роботи виконані у 1980 році. Авторкою є художниця Людмила Семикіна (лауреатка Шевченківської премії) у дуеті зі своїм сином Сетраком Бароянцем. Від станції «Оболонь» «Почайна» відрізняється підшивною стелею з перфорованого алюмінію з вбудованими в неї світильниками. Наземні вестибюлі відсутні.

## Пасажиропотік
| Рік                           | 2009 | 2011 | 2012 | 2013 | 2014 | 2015 | 2016 | 2017 | 2018 |
| ----------------------------- | ---- | ---- | ---- | ---- | ---- | ---- | ---- | ---- | ---- |
| Пасажиропотік, тис. осіб/добу | 52,9 | 53,3 | 53,3 | 52,8 | 48,9 | 46,2 | 44,7 | 44,4 | 44,4 |

## Галерея

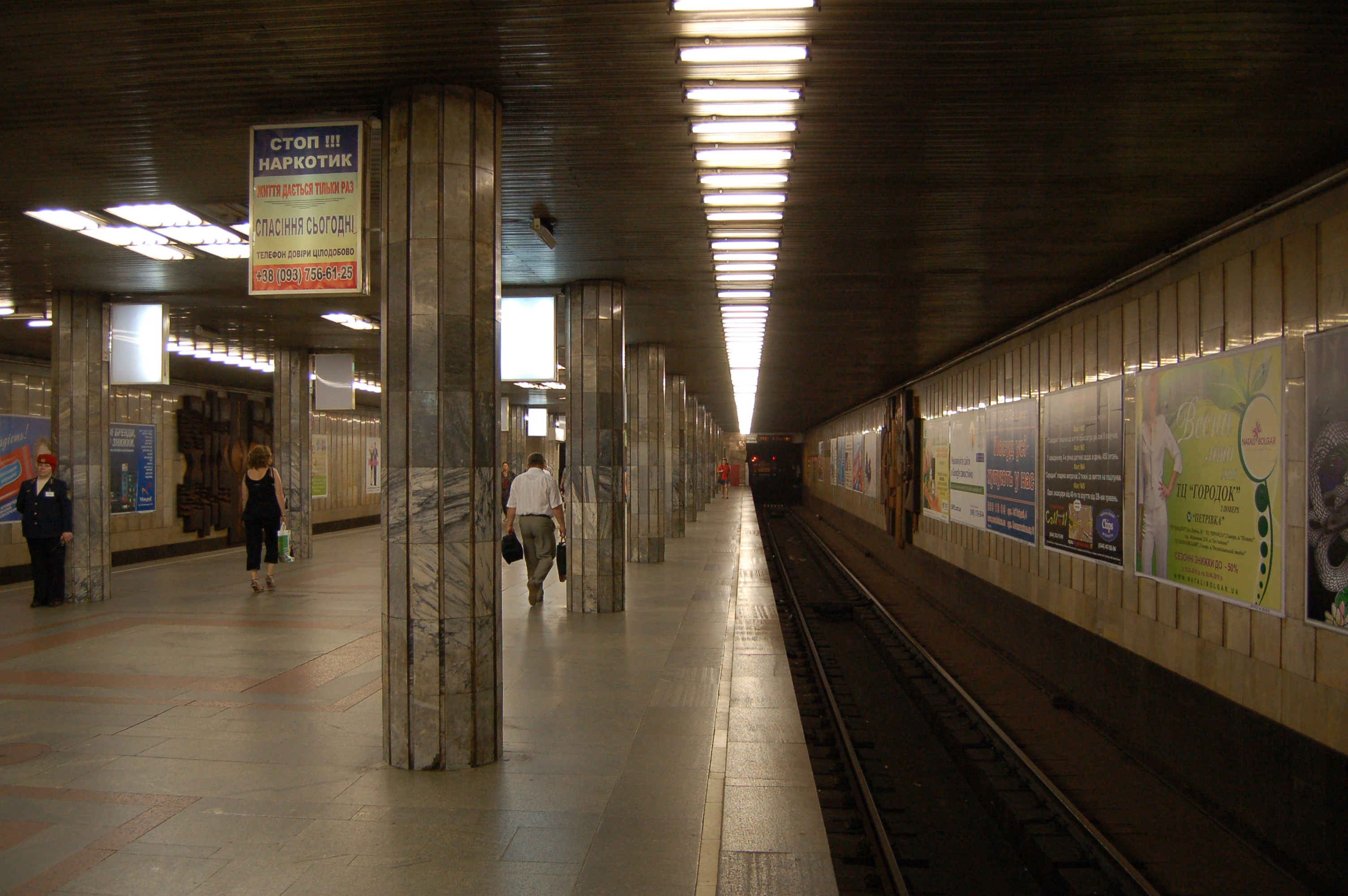
Посадкова платформа
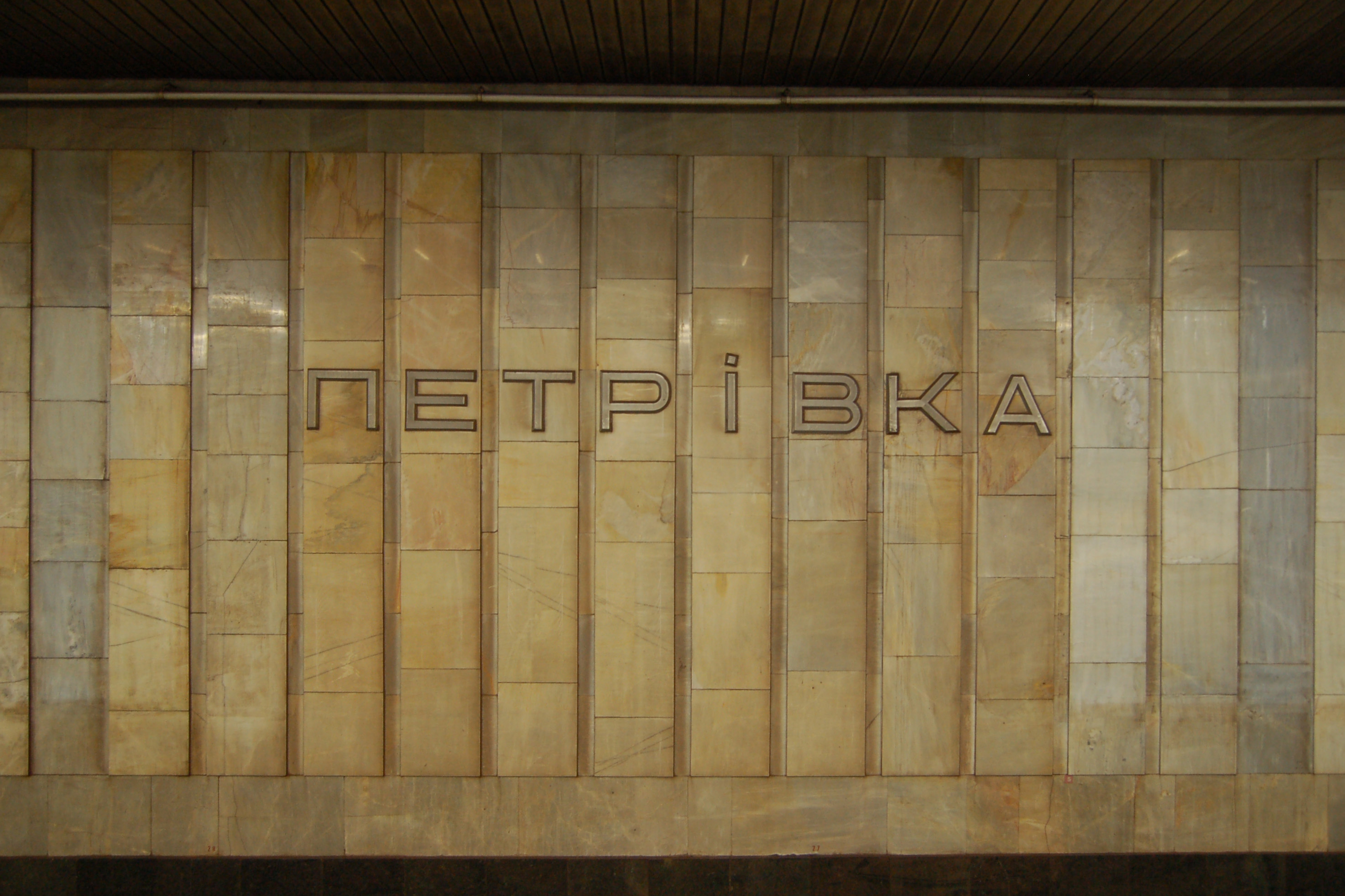
Стара назва станції на колійній стіні (2010 рік)
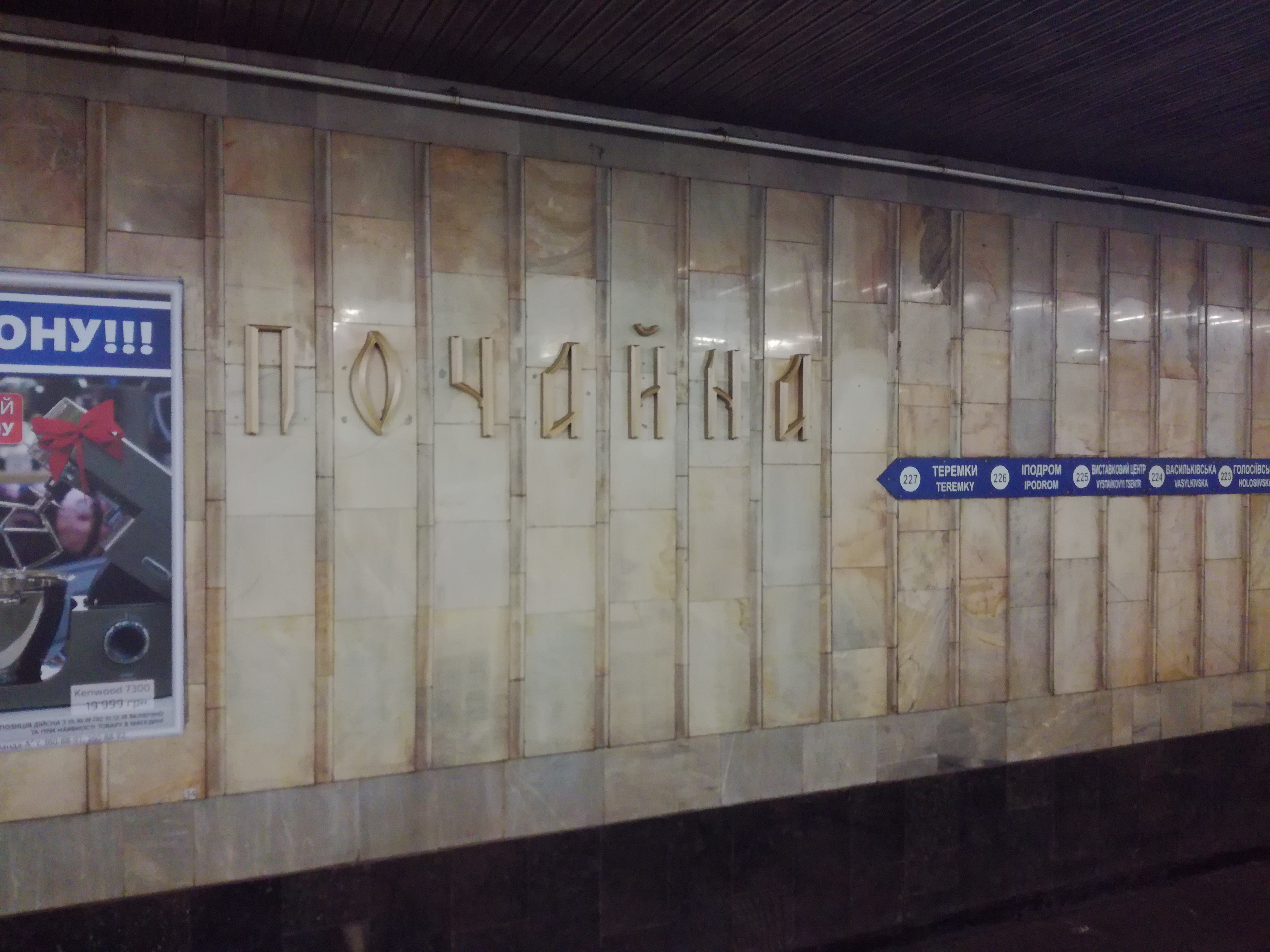
Нова назва станції на колійній стіні
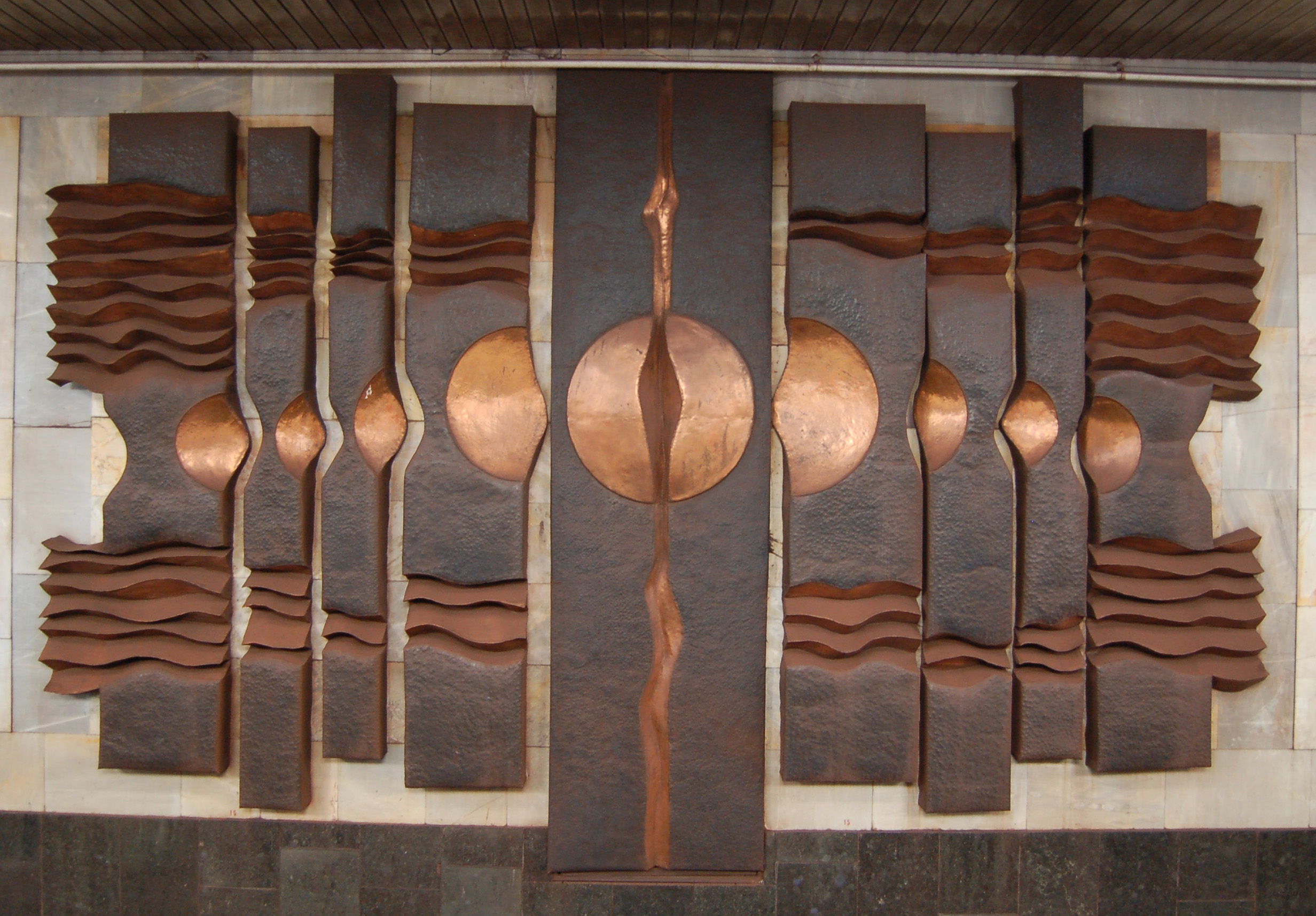
Чеканка на колійній стіні платформи в бік станції «Оболонь»
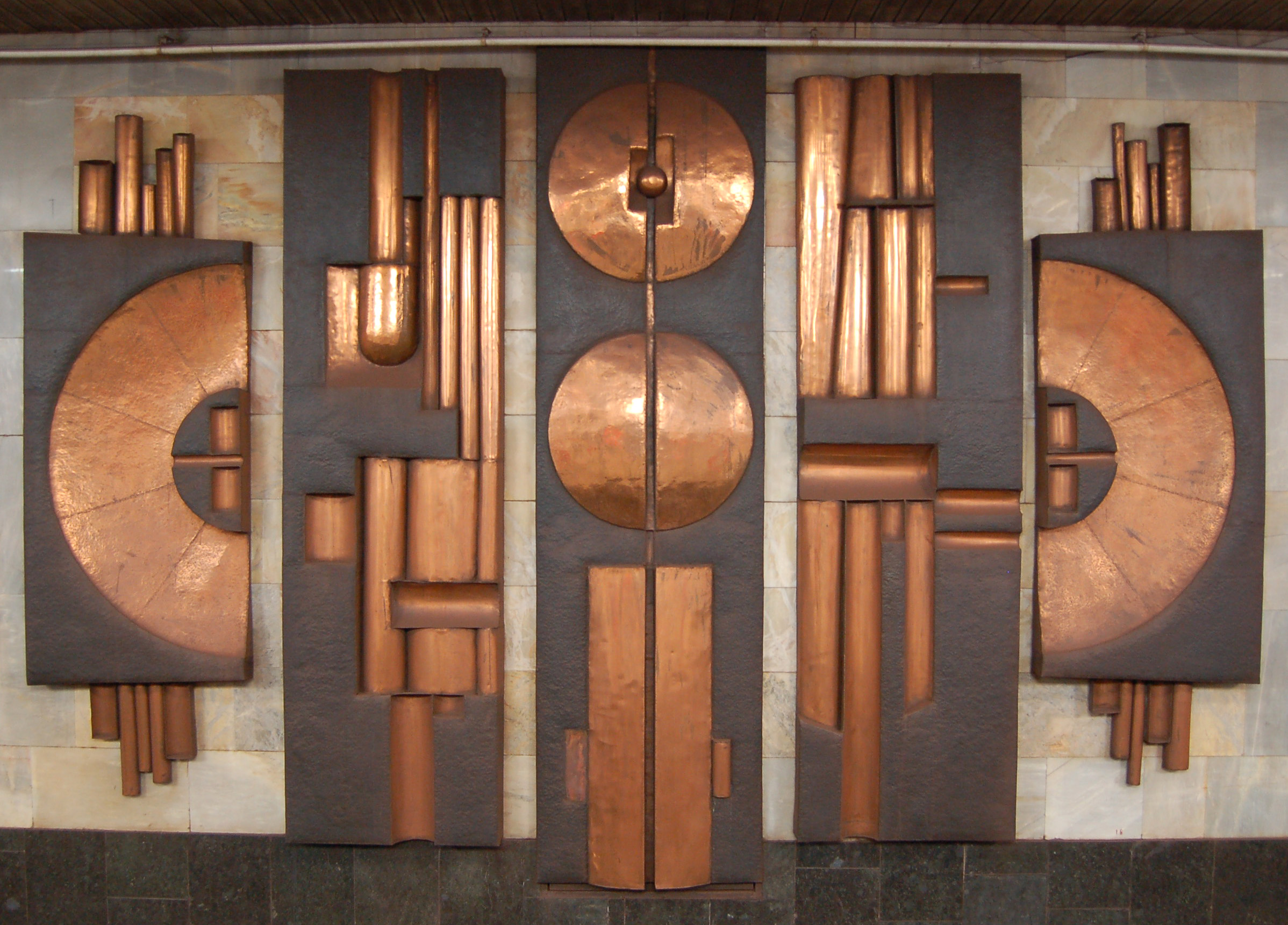
Чеканка на колійній стіні платформи в бік станції «Тараса Шевченка»
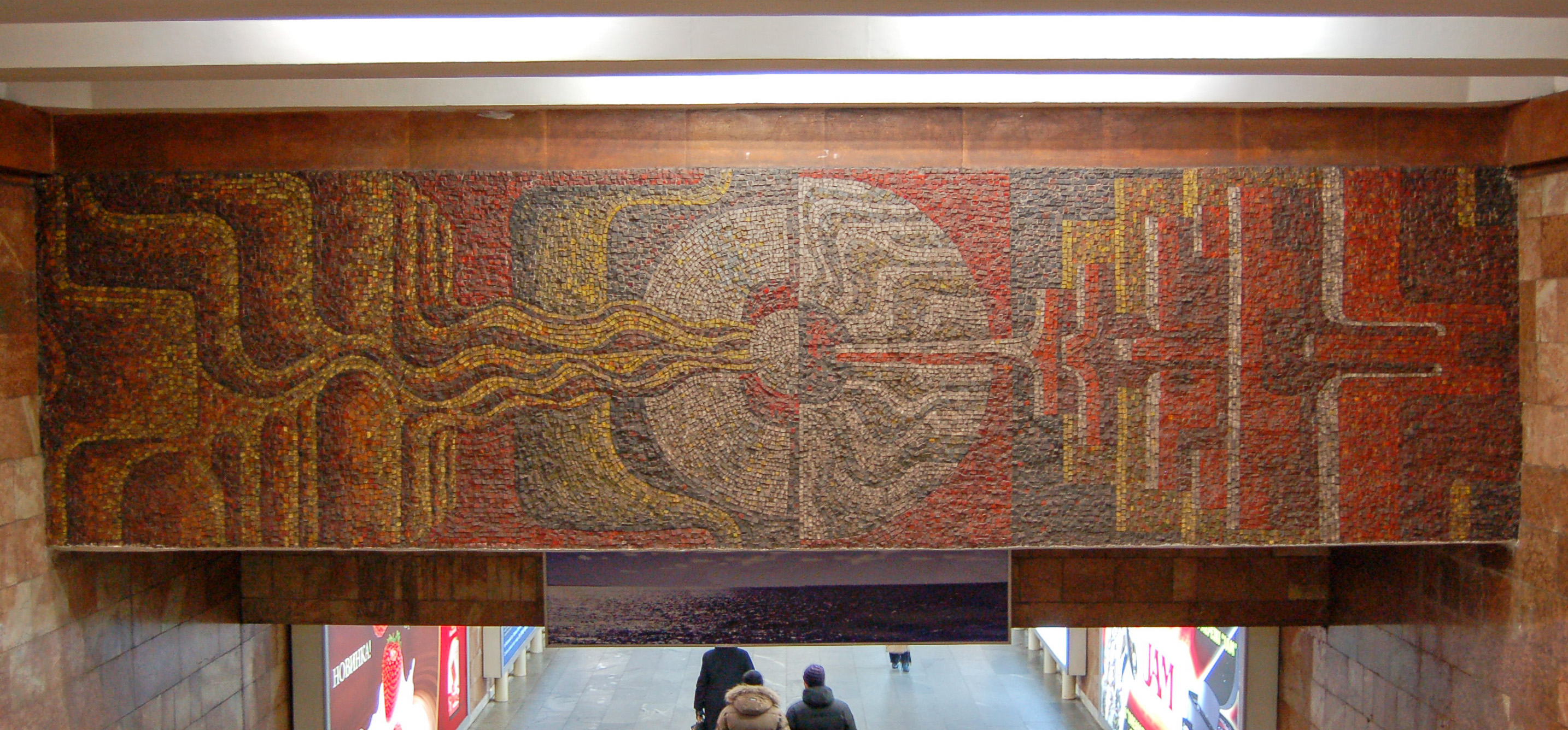
Мозаїка із смальти над сходами на платформу, південний вихід
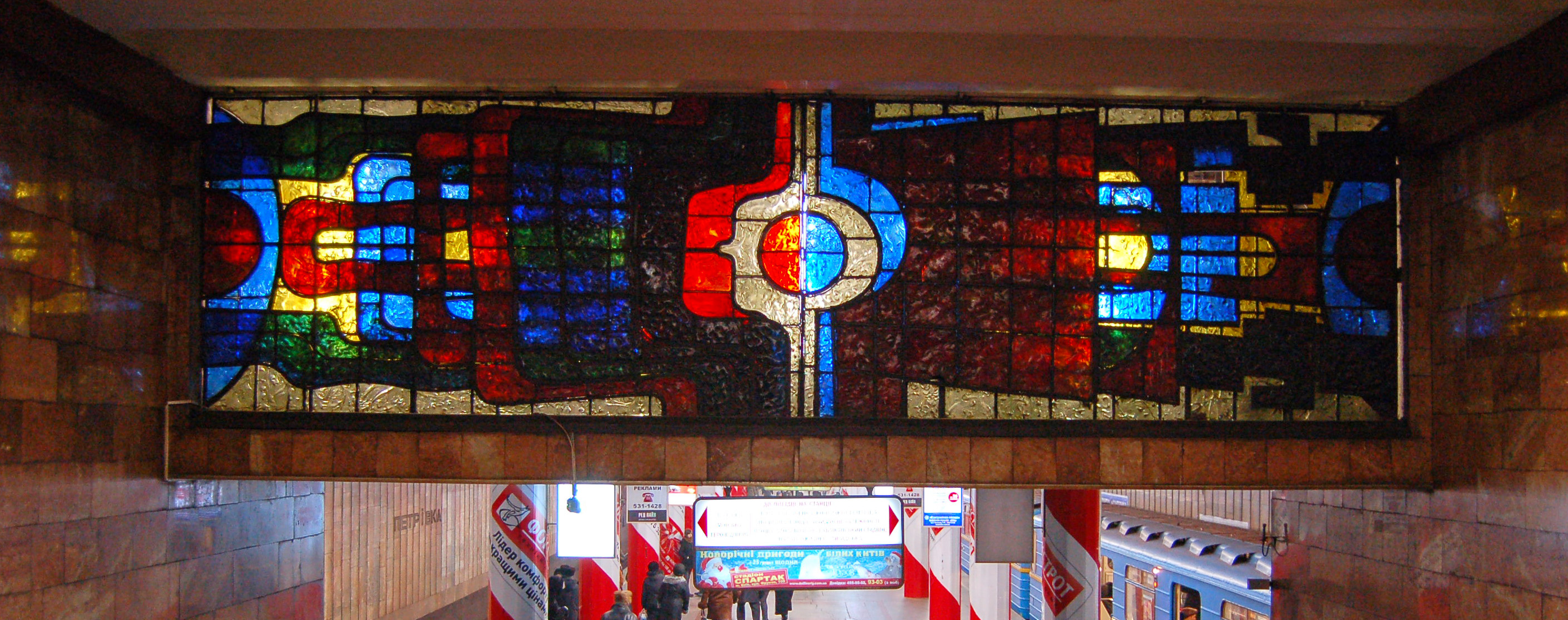
Вітраж над сходами на платформу, північний вихід
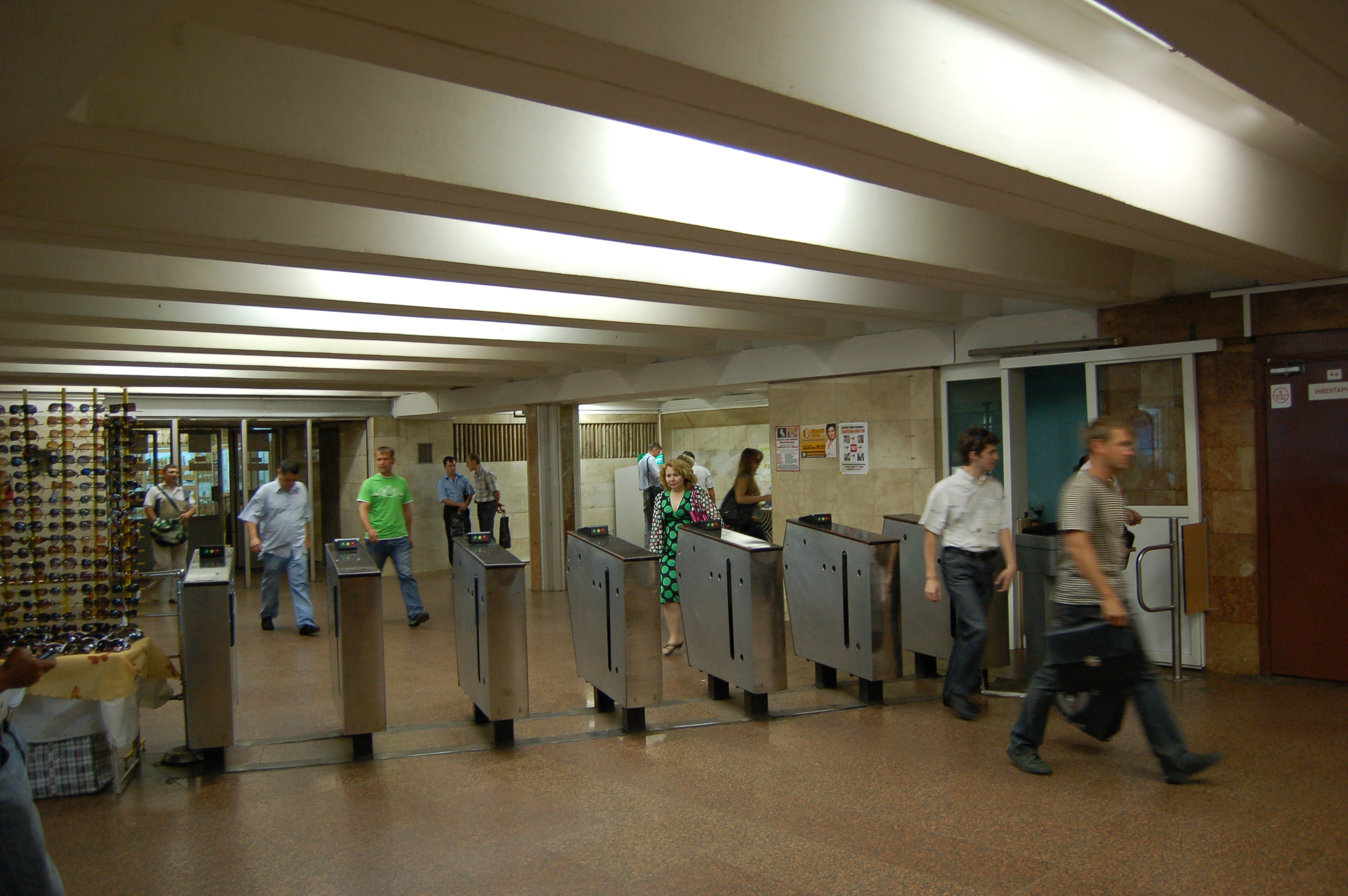
Підземний вестибюль — касовий зал
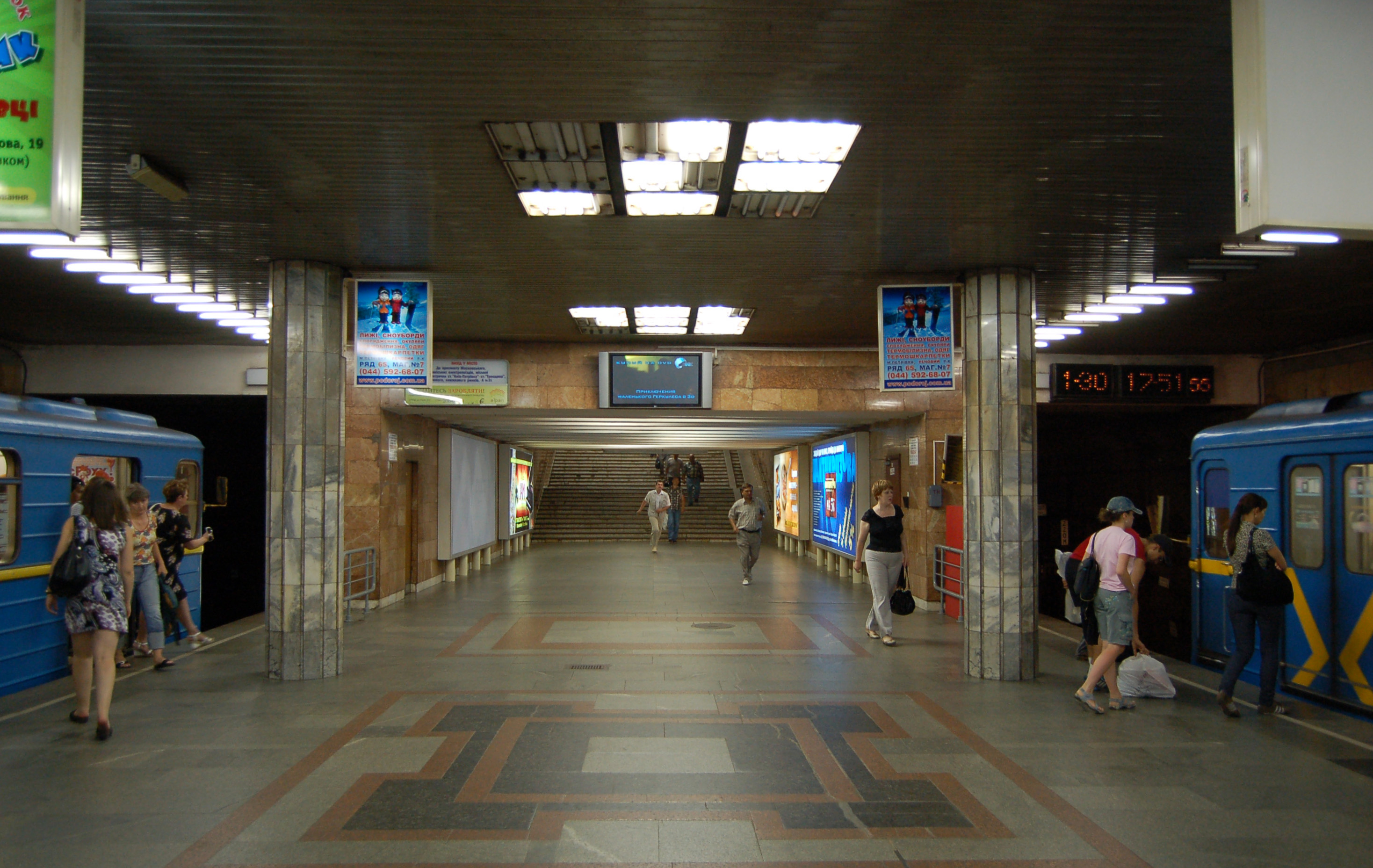
Вхід до сходів у бік південного виходу